# Mathieu Kassovitz
Mathieu Kassovitz (Parigi, 3 agosto 1967) è un regista, sceneggiatore e attore francese.

## Biografia
Mathieu Kassovitz nasce il 3 agosto 1967 a Parigi, da una famiglia di cineasti: la madre, Chantal Rémy, lavora come montatrice, mentre il padre, Peter Kassovitz, un ebreo che aveva lasciato l'Ungheria conseguentemente alla rivoluzione ungherese del 1956, è regista e sceneggiatore. Mathieu Kassovitz esordisce nel cinema come attore, appena undicenne, recitando nel film Au bout du bout du banc, diretto dal padre, a cui seguono altre sporadiche apparizioni come attore. A diciassette anni lascia la scuola e inizia a lavorare come assistente alla regia. Dopo aver diretto alcuni cortometraggi, tra cui Cauchemar blanc (1991), premiato a Cannes, nel 1993 esordisce nel lungometraggio con Meticcio, che gli vale due candidature ai Premi César del 1994, per la miglior opera prima e come miglior promessa maschile.
Dopo aver vinto il Premio César come miglior promessa maschile e il Premio Jean Gabin per la sua interpretazione in Regarde les hommes tomber (1994) di Jacques Audiard, raggiunge la consacrazione come uno dei più promettenti giovani autori del cinema francese con la sua opera seconda da regista, L'odio (1995), che vince il premio per la migliore regia al 48º Festival di Cannes e tre Premi César nel 1996, per il miglior film, miglior montaggio e miglior produttore (su un totale di undici candidature, tra cui quelle per miglior regista e miglior sceneggiatura).
In seguito ha continuato a portare avanti parallelamente l'attività dietro la macchina da presa e quella di attore, al servizio di registi importanti come Jean-Pierre Jeunet (Il favoloso mondo di Amélie), Costa-Gavras (Amen., interpretazione che gli è valsa una candidatura ai Premi César come miglior attore) e Steven Spielberg (Munich). 
Nel 2009, al volante di una Tesla Roadster, ha vinto l'E-Rallye Monte Carlo des Énergies Nouvelles, nella categoria dei veicoli elettrici. Nel 2023 è stato coinvolto in un grave incidente motociclistico in un circuito nei pressi di Parigi.

## Vita privata
È il padre dell'attrice Carmen Kassovitz.

## Filmografia

### Regista
- Fierrot le pou – cortometraggio (1990)
- Cauchemar blanc – cortometraggio (1991)
- Assassins... – cortometraggio (1992)
- Meticcio (Métisse, 1993)
- L'odio (La haine, 1995)
- Assassin(s) (1996)
- I fiumi di porpora (Les Rivières pourpres, 2000)
- Gothika, solo regista (2003)
- Babylon A.D. (2008)
- Rebellion - Un atto di guerra (L'ordre et la morale, 2011)

### Attore

#### Cinema
- Au bout du bout du banc, regia di Peter Kassovitz (1978)
- L'année prochaine... si tout va bien, regia di Jean-Loup Hubert (1981)
- La vie de Berlioz – serie TV (1983)
- Fierrot le pou, regia di Mathieu Kassovitz – cortometraggio (1990)
- Chi tocca muore (Touch and Die), regia di Piernico Solinas (1991)
- Un été sans histoires, regia di Philippe Harel (1992)
- Assassins..., cortometraggio, regia di Mathieu Kassovitz (1992)
- Meticcio (Métisse), regia di Mathieu Kassovitz (1993)
- La Sirène, episodio di 3000 scénarios contre un virus (1994)
- Regarde les hommes tomber, regia di Jacques Audiard (1994)
- Elle voulait faire quelque chose, cortometraggio, regia di Dodine Herry (1994)
- La città perduta (La cité des enfants perdus), non accreditato, regia di Marc Caro e Jean-Pierre Jeunet (1995)
- L'odio (La Haine), regia di Mathieu Kassovitz (1995)
- Les Fleurs de Maria Papadopylou, cortometraggio, regia di Dodine Herry (1995)
- Mon homme, non accreditato, regia di Bertrand Blier (1996)
- Un héros très discret, regia di Jacques Audiard (1996)
- Des nouvelles du bon Dieu, regia di Didier Le Pêcheur (1996)
- Assassin(s), regia di Mathieu Kassovitz (1997)
- Il quinto elemento (Le cinquième élément), regia di Luc Besson (1997)
- Il piacere e i suoi piccoli inconvenienti (Le Plaisir (et ses petits tracas)), regia di Nicolas Boukhrief (1998)
- Jakob il bugiardo (Jakob the Liar), regia di Peter Kassovitz (1999)
- Il favoloso mondo di Amélie (Le fabuleux destin d'Amélie Poulain), regia di Jean-Pierre Jeunet (2001)
- Birthday Girl, regia di Jez Butterworth (2001)
- Asterix & Obelix - Missione Cleopatra (Astérix & Obélix: Mission Cléopâtre), regia di Alain Chabat (2002)
- Amen., regia di Costa-Gavras (2002)
- Traitement de substitution n° 4, regia di Kiki Picasso (2002)
- Munich, regia di Steven Spielberg (2005)
- Avida, regia di Gustave de Kervern e Benoît Delépine (2006)
- Louise-Michel, regia di Gustave de Kervern e Benoît Delépine (2008)
- Rebellion - Un atto di guerra (L'ordre et la morale) (2011)
- Knockout - Resa dei conti (Haywire), regia di Steven Soderbergh (2011)
- Il cecchino (Le Guetteur), regia di Michele Placido (2012)
- La vie d'une autre, regia di Sylvie Testud (2012)800A
- Angelica (Angelique), regia di Ariel Zeitoun (2013)
- Valerian e la città dei mille pianeti (Valerian and the City of a Thousand Planets), regia di Luc Besson (2017)
- Happy End, regia di Michael Haneke (2017)
- Sparring, regia di Samuel Jouy (2017)
- Wolf Call - Minaccia in alto mare (Le chant du loup), regia di Antonin Baudry (2019)
- Vita nella banlieue (Banlieusards), regia di Kery James e Leïla Sy (2019)
- L'accusa (Les Choses humaines), regia di Yvan Attal (2021)
- Frères, regia di Olivier Casas (2024)

#### Televisione
- Le Bureau - Sotto copertura – serie TV, 48 episodi (2015-2020)
- Guerra e pace (War & Peace), regia di Tom Harper – miniserie TV (2016)
- Star Wars: Skeleton Crew – serie TV, episodio 1x04 (2024)

### Sceneggiatore
- Fierrot le pou, regia di Mathieu Kassovitz – cortometraggio (1990)
- Cauchemar blanc, regia di Mathieu Kassovitz – cortometraggio (1991)
- Assassins..., regia di Mathieu Kassovitz – cortometraggio (1992)
- Meticcio (Métisse), regia di Mathieu Kassovitz (1993)
- L'odio (La haine), regia di Mathieu Kassovitz (1995)
- Assassin(s), regia di Mathieu Kassovitz (1996)
- I fiumi di porpora (Les Rivières pourpres), regia di Mathieu Kassovitz (2000)
- Babylon A.D., regia di Mathieu Kassovitz (2008)
- Rebellion - Un atto di guerra (L'ordre et la morale), regia di Mathieu Kassovitz (2011)

## Doppiatori italiani
Nelle versioni in italiano delle opere in cui ha recitato, Mathieu Kassovitz è stato doppiato da:
- Francesco Pezzulli in L'odio, Le Bureau - Sotto copertura
- Massimiliano Manfredi in Il favoloso mondo di Amélie, Birthday Girl
- Luigi Ferraro in Il quinto elemento
- Vittorio Guerrieri in Amen.
- Edoardo Ponti in Munich
- Antonio Palumbo in Knockout - Resa dei conti
- Fabio Boccanera in Il cecchino
- Gianluca Iacono in Angelica
- Simone D'Andrea in Happy End
- Gerolamo Alchieri in Wolf Call - Minaccia in alto mare
- Luca Semeraro in L'accusa
- Federico Di Pofi in Meticcio
- Fabrizio Dolce in Star Wars: Skeleton Crew